# Sinan Karweina
 (août 2025).
Sinan Karweina, né le 29 mars 1999 à Gummersbach en Allemagne, est un footballeur allemand. Il joue au poste d'attaquant au SK Austria Klagenfurt en Autriche.

## Biographie

### En club
Sinan Karweina commence sa carrière en jeune à haut niveau au FC Cologne, où il joue jusqu'à ses 19 ans avec un match dans la réserve à son actif. Durant l'été 2018, il signe son premier contrat professionnel au VfL Lotte, jouant alors en 3. Liga. Ayant fait ses marques en Allemagne, il rejoint la première division autrichienne, pour évoluer à un niveau supérieur avec l'Austria Klagenfurt.